# Чемпіонат світу з футболу 1966 (кваліфікаційний раунд, УЄФА)
У рамках відбіркового турніру до чемпіонату світу з футболу 1966 команди конфедерації УЄФА змагалися за дев'ять місце у фінальній частині чемпіонату світу з футболу 1966. Збірна Англії як команда-господар фінальної частини світової першості автоматично отримала право участі в ній.
Загалом за дев'ять путівок на чемпіонат світу від УЄФА висловили бажання позмагатися команди із 32 країн, включаючи збірні Ізраїлю і Сирії, країн, що географічно до Європи не відносяться. Команди-учасниці відбору були розподілені між дев'ятьма групами, по три або чотири команди в кожній. Згодом сирійська команда відмовилася від участі у відбори на знак солідарності з представниками Африки, які бойкотували турнір, протестуючи проти на їх думку несправедливих регіональних квот на світовій першості. Таким чином у Групі 9 залишилося лише дві команди.
Змагання у кожній групі проходили за круговою системою. Кожна із команд грала із суперниками по групі по дві гри, одній вдома і одній на виїзді. Переможець змагання у кожній із груп здобував право участі у фінальній частині світової першості. У випадку рівності очок у двох команд по завершенні групового турніру між ними проводився додатковий матч на нейтральному полі.

## Група 1
| Місце | Команда  | І | В | Н | П | Г+ | Г- | РГ  | О |
| ----- | -------- | - | - | - | - | -- | -- | --- | - |
| 1=    | Бельгія  | 4 | 3 | 0 | 1 | 11 | 3  | +8  | 6 |
| 1=    | Болгарія | 4 | 3 | 0 | 1 | 9  | 6  | +3  | 6 |
| 3     | Ізраїль  | 4 | 0 | 0 | 4 | 1  | 12 | −11 | 0 |

| 9 травня 1965 |

| Бельгія           | 1–0      | Ізраїль |
| ----------------- | -------- | ------- |
| Журіон 24' (пен.) | Протокол |         |

| Ейзель, Брюссель, Бельгія Глядачів: 21,699 |

| 13 червня 1965 |

| Болгарія                                | 4–0      | Ізраїль |
| --------------------------------------- | -------- | ------- |
| Котков 16', 39' Аспарухов 67' Кітов 69' | Протокол |         |

| Славія, Софія, Болгарія Глядачів: 18,770 |

| 26 вересня 1965 |

| Болгарія                      | 3–0      | Бельгія |
| ----------------------------- | -------- | ------- |
| Котков 30', 60' Аспарухов 34' | Протокол |         |

| Славія, Софія, Болгарія Глядачів: 25,380 |

| 27 жовтня 1965 |

| Бельгія                                     | 5–0      | Болгарія |
| ------------------------------------------- | -------- | -------- |
| Ван Гімст 18', 55' Тіо 75', 80' Стокман 89' | Протокол |          |

| Констант Ванден Сток, Брюссель, Бельгія Глядачів: 13,780 |

| 10 листопада 1965 |

| Ізраїль | 0–5      | Бельгія                                 |
| ------- | -------- | --------------------------------------- |
|         | Протокол | Ван Гімст 24', 33', 69' Тіо 31' Пуї 48' |

| Рамат-Ган, Рамат-Ган, Ізраїль Глядачів: 48,355 |

| 21 листопада 1965 |

| Ізраїль   | 1–2      | Болгарія                |
| --------- | -------- | ----------------------- |
| Талбі 48' | Протокол | Колев 31' Аспарухов 81' |

| Рамат-Ган, Рамат-Ган, Ізраїль Глядачів: 28,213 |

Збірні Бельгії і Болгарії фінішували з однаковою кількістю очок, тож для визначення учасника фінальної частини чемпіонату світу було призначено додаткову гру на нейтральному полі.
| 29 грудня 1965 |

| Болгарія           | 2–1      | Бельгія        |
| ------------------ | -------- | -------------- |
| Аспарухов 18', 19' | Протокол | Вуцов 75' (аг) |

| Стадіо Комунале, Флоренція, Італія Глядачів: 11,659 |

Болгарія кваліфікувалася до участі у чемпіонаті світу.

## Група 2
| Місце | Команда | І | В | Н | П | Г+ | Г- | РГ  | О |
| ----- | ------- | - | - | - | - | -- | -- | --- | - |
| 1     | ФРН     | 4 | 3 | 1 | 0 | 14 | 2  | +12 | 7 |
| 2     | Швеція  | 4 | 2 | 1 | 1 | 10 | 3  | +7  | 5 |
| 3     | Кіпр    | 4 | 0 | 0 | 4 | 0  | 19 | −19 | 0 |

| 4 листопада 1964 |

| ФРН             | 1–1      | Швеція     |
| --------------- | -------- | ---------- |
| Брунненмаєр 24' | Протокол | Хамрін 86' |

| Західний Берлін |

| 24 квітня 1965 |

| ФРН                                        | 5–0      | Кіпр |
| ------------------------------------------ | -------- | ---- |
| Зілофф 16', 35' Оверат 22', 85' Штрель 69' | Протокол |      |

| Карлсруе, ФРН |

| 5 травня 1965 |

| Швеція                        | 3–0      | Кіпр |
| ----------------------------- | -------- | ---- |
| Сімонссон 25', 73' Юнссон 55' | Протокол |      |

| Норрчепінг, Швеція |

| 26 вересня 1965 |

| Швеція     | 1–2      | ФРН                   |
| ---------- | -------- | --------------------- |
| Юнссон 44' | Протокол | Кремер 45' Зеелер 54' |

| Стокгольм, Швеція |

| 7 листопада 1965 |

| Кіпр | 0–5      | Швеція                                              |
| ---- | -------- | --------------------------------------------------- |
|      | Протокол | Гранстрем 24', 25' Чіндваль 37' Б. Ларссон 40', 87' |

| Фамагуста, Кіпр |

| 14 листопада 1965 |

| Кіпр | 0–6      | ФРН                                                                    |
| ---- | -------- | ---------------------------------------------------------------------- |
|      | Протокол | Гайс 30' Кремер 32' Шиманяк 57' Брунненмаєр 82', 88' Панайоту 87' (аг) |

| Нікосія, Кіпр |

ФРН кваліфікувалася до участі у чемпіонаті світу.

## Група 3
| Місце | Команда    | І | В | Н | П | Г+ | Г- | РГ  | О  |
| ----- | ---------- | - | - | - | - | -- | -- | --- | -- |
| 1     | Франція    | 6 | 5 | 0 | 1 | 9  | 2  | +7  | 10 |
| 2     | Норвегія   | 6 | 3 | 1 | 2 | 10 | 5  | +5  | 7  |
| 3     | Югославія  | 6 | 3 | 1 | 2 | 10 | 8  | +2  | 7  |
| 4     | Люксембург | 6 | 0 | 0 | 6 | 6  | 20 | −14 | 0  |

| 29 вересня 1964 |

| Югославія                           | 3–1      | Люксембург |
| ----------------------------------- | -------- | ---------- |
| Ковачевич 15' Єркович 25' Галич 86' | Протокол | Шміт 71'   |

| Белград, СФРЮ |

| 4 жовтня 1964 |

| Люксембург | 0–2      | Франція             |
| ---------- | -------- | ------------------- |
|            | Протокол | Гі 17' Артелеса 80' |

| Люксембург, Люксембург |

| 8 листопада 1964 |

| Люксембург | 0–2      | Норвегія                 |
| ---------- | -------- | ------------------------ |
|            | Протокол | Е. Йогансен 28' Берг 72' |

| Люксембург, Люксембург |

| 11 листопада 1964 |

| Франція    | 1–0      | Норвегія |
| ---------- | -------- | -------- |
| Рамбер 17' | Протокол |          |

| Париж, Франція |

| 18 квітня 1965 |

| Югославія | 1–0      | Франція |
| --------- | -------- | ------- |
| Галич 59' | Протокол |         |

| Белград, СФРЮ |

| 27 травня 1965 |

| Норвегія                                                   | 4–2      | Люксембург                    |
| ---------------------------------------------------------- | -------- | ----------------------------- |
| Педерсен 16' Е. Йогансен 61' Сьєберг 66' Крістофферсен 77' | Протокол | Бреннер 10' (пен.) Дублін 26' |

| Тронгейм, Норвегія |

| 16 червня 1965 |

| Норвегія                       | 3–0      | Югославія |
| ------------------------------ | -------- | --------- |
| Земанн 9' Нільсен 60' Берг 87' | Протокол |           |

| Осло, Норвегія |

| 15 вересня 1965 |

| Норвегія | 0–1      | Франція    |
| -------- | -------- | ---------- |
|          | Протокол | Комбен 22' |

| Осло, Норвегія |

| 19 вересня 1965 |

| Люксембург    | 2–5      | Югославія                                |
| ------------- | -------- | ---------------------------------------- |
| Піло 39', 50' | Протокол | Галич 3', 11' Джаїч 37', 58' Мушович 42' |

| Люксембург, Люксембург |

| 9 жовтня 1965 |

| Франція   | 1–0      | Югославія |
| --------- | -------- | --------- |
| Гонде 77' | Протокол |           |

| Париж, Франція |

| 6 листопада 1965 |

| Франція                       | 4–1      | Люксембург |
| ----------------------------- | -------- | ---------- |
| Гонде 8', 27' Комбен 11', 38' | Протокол | Піло 53'   |

| Марсель, Франція |

| 7 листопада 1965 |

| Югославія   | 1–1      | Норвегія   |
| ----------- | -------- | ---------- |
| Васович 23' | Протокол | Ставрум 8' |

| Белград, СФРЮ |

Франція кваліфікувалася до участі у чемпіонаті світу.

## Група 4
| Місце | Команда        | І | В | Н | П | Г+ | Г- | РГ  | О |
| ----- | -------------- | - | - | - | - | -- | -- | --- | - |
| 1     | Португалія     | 6 | 4 | 1 | 1 | 9  | 4  | +5  | 9 |
| 2     | Чехословаччина | 6 | 3 | 1 | 2 | 12 | 4  | +8  | 7 |
| 3     | Румунія        | 6 | 3 | 0 | 3 | 9  | 7  | +2  | 6 |
| 4     | Туреччина      | 6 | 1 | 0 | 5 | 4  | 19 | −15 | 2 |

| 24 січня 1965 |

| Португалія                                 | 5–1      | Туреччина |
| ------------------------------------------ | -------- | --------- |
| Колуна 16' Еусебіу 21', 63', 77' Граса 52' | Протокол | Февзі 33' |

| Національний стадіон, Лісабон, Португалія Глядачів: 33,237 |

| 19 квітня 1965 |

| Туреччина | 0–1      | Португалія  |
| --------- | -------- | ----------- |
|           | Протокол | Еусебіу 59' |

| 19 травня, Анкара, Туреччина Глядачів: 27,625 |

| 25 квітня 1965 |

| Чехословаччина | 0–1      | Португалія  |
| -------------- | -------- | ----------- |
|                | Протокол | Еусебіу 20' |

| Тегельне Поле, Братислава, Чехословаччина Глядачів: 56,975 |

| 2 травня 1965 |

| Румунія                                         | 3–0      | Туреччина |
| ----------------------------------------------- | -------- | --------- |
| Джорджеску 1' Матеяну 72' (пен.) Крейнічану 75' | Протокол |           |

| 23 серпня, Бухарест, Румунія Глядачів: 31,219 |

| 30 травня 1965 |

| Румунія     | 1–0      | Чехословаччина |
| ----------- | -------- | -------------- |
| Матеяну 34' | Протокол |                |

| 23 серпня, Бухарест, Румунія Глядачів: 44,615 |

| 14 червня 1965 |

| Португалія       | 2–1      | Румунія   |
| ---------------- | -------- | --------- |
| Еусебіу 14', 39' | Протокол | Аврам 71' |

| Національний стадіон, Лісабон, Португалія Глядачів: 45,646 |

| 19 вересня 1965 |

| Чехословаччина           | 3–1      | Румунія |
| ------------------------ | -------- | ------- |
| Кнеборт 3', 66' Йокл 90' | Протокол | Кое 23' |

| Еден, Прага, Чехословаччина Глядачів: 7,324 |

| 9 жовтня 1965 |

| Туреччина | 0–6      | Чехословаччина                                       |
| --------- | -------- | ---------------------------------------------------- |
|           | Протокол | Йокл 22', 70' Кнеборт 41', 54' Квашняк 45' Кабат 61' |

| Алі Самі Єн, Стамбул, Туреччина Глядачів: 12,757 |

| 23 жовтня 1965 |

| Туреччина           | 2–1      | Румунія        |
| ------------------- | -------- | -------------- |
| Февзі 13' Недім 48' | Протокол | Джорджеску 55' |

| 19 травня, Анкара, Туреччина Глядачів: 27,364 |

| 31 жовтня 1965 |

| Португалія | 0–0      | Чехословаччина |
| ---------- | -------- | -------------- |
|            | Протокол |                |

| Даш Анташ, Порту, Португалія Глядачів: 31,432 |

| 21 листопада 1965 |

| Чехословаччина          | 3–1      | Туреччина |
| ----------------------- | -------- | --------- |
| Мраз 3', 15' Горват 69' | Протокол | Айхан 8'  |

| За Лужанками, Брно, Чехословаччина Глядачів: 3,133 |

| 21 листопада 1965 |

| Румунія              | 2–0      | Португалія |
| -------------------- | -------- | ---------- |
| Пиркелаб 1' Бадя 43' | Протокол |            |

| 23 серпня, Бухарест, Румунія Глядачів: 27,532 |

Португалія кваліфікувалася до участі у чемпіонаті світу.

## Група 5
| Місце | Команда           | І | В | Н | П | Г+ | Г- | РГ  | О |
| ----- | ----------------- | - | - | - | - | -- | -- | --- | - |
| 1     | Швейцарія         | 6 | 4 | 1 | 1 | 7  | 3  | +4  | 9 |
| 2     | Північна Ірландія | 6 | 3 | 2 | 1 | 9  | 5  | +4  | 8 |
| 3     | Нідерланди        | 6 | 2 | 2 | 2 | 6  | 4  | +2  | 6 |
| 4     | Албанія           | 6 | 0 | 1 | 5 | 2  | 12 | −10 | 1 |

| 24 травня 1964 |

| Нідерланди                     | 2–0      | Албанія |
| ------------------------------ | -------- | ------- |
| Шрейверс 48' (пен.) Мюллер 52' | Протокол |         |

| Роттердам, Нідерланди |

| 14 жовтня 1964 |

| Північна Ірландія  | 1–0      | Швейцарія |
| ------------------ | -------- | --------- |
| Кроссан 64' (пен.) | Протокол |           |

| Белфаст, Північна Ірландія |

| 25 жовтня 1964 |

| Албанія | 0–2      | Нідерланди             |
| ------- | -------- | ---------------------- |
|         | Протокол | Ван Не 2' Гьортсен 87' |

| Тирана, Албанія |

| 14 листопада 1964 |

| Швейцарія           | 2–1      | Північна Ірландія |
| ------------------- | -------- | ----------------- |
| Квентен 29' Кун 34' | Протокол | Бест 31'          |

| Лозанна, Швейцарія |

| 17 березня 1965 |

| Північна Ірландія   | 2–1      | Нідерланди |
| ------------------- | -------- | ---------- |
| Кроссан 11' Ніл 62' | Протокол | Ван Не 6'  |

| Белфаст, Північна Ірландія |

| 7 квітня 1965 |

| Нідерланди | 0–0      | Північна Ірландія |
| ---------- | -------- | ----------------- |
|            | Протокол |                   |

| Роттердам, Нідерланди |

| 11 квітня 1965 |

| Албанія | 0–2      | Швейцарія           |
| ------- | -------- | ------------------- |
|         | Протокол | Квентен 21' Кун 88' |

| Тирана, Албанія |

| 2 травня 1965 |

| Швейцарія      | 1–0      | Албанія |
| -------------- | -------- | ------- |
| Кун 10' (пен.) | Протокол |         |

| Женева, Швейцарія |

| 7 травня 1965 |

| Північна Ірландія                     | 4–1      | Албанія   |
| ------------------------------------- | -------- | --------- |
| Кроссан 16', 30', 61' (пен.) Бест 85' | Протокол | Яшарі 49' |

| Белфаст, Північна Ірландія |

| 17 жовтня 1965 |

| Нідерланди | 0–0      | Швейцарія |
| ---------- | -------- | --------- |
|            | Протокол |           |

| Амстердам, Нідерланди |

| 14 листопада 1965 |

| Швейцарія             | 2–1      | Нідерланди   |
| --------------------- | -------- | ------------ |
| Госп 10' Аллеманн 87' | Протокол | Лазеромс 64' |

| Берн, Швейцарія |

| 24 листопада 1965 |

| Албанія   | 1–1      | Північна Ірландія |
| --------- | -------- | ----------------- |
| Гаджю 77' | Протокол | Ірвін 58'         |

| Тирана, Албанія |

Швейцарія кваліфікувалася до участі у чемпіонаті світу.

## Група 6
| Місце | Команда  | І | В | Н | П | Г+ | Г- | РГ | О |
| ----- | -------- | - | - | - | - | -- | -- | -- | - |
| 1     | Угорщина | 4 | 3 | 1 | 0 | 8  | 3  | +5 | 7 |
| 2     | НДР      | 4 | 1 | 2 | 1 | 5  | 5  | 0  | 4 |
| 3     | Австрія  | 4 | 0 | 1 | 3 | 1  | 6  | −5 | 1 |

| 25 квітня 1965 |

| Австрія | 1–1      | НДР          |
| ------- | -------- | ------------ |
| Гоф 46' | Протокол | Нельднер 74' |

| Пратерштадіон, Відень, Австрія Глядачів: 57,312 |

| 23 травня 1965 |

| НДР        | 1–1      | Угорщина |
| ---------- | -------- | -------- |
| Фогель 17' | Протокол | Бене 28' |

| Центральштадіон, Лейпциг, НДР Глядачів: 98,765 |

| 13 червня 1965 |

| Австрія | 0–1      | Угорщина     |
| ------- | -------- | ------------ |
|         | Протокол | Феньвеші 44' |

| Пратерштадіон, Відень, Австрія Глядачів: 70,067 |

| 5 вересня 1965 |

| Угорщина                                | 3–0      | Австрія |
| --------------------------------------- | -------- | ------- |
| Фаркаш 4' Феньвеші 35' Месей 70' (пен.) | Протокол |         |

| Непштадіон, Будапешт, Угорщина Глядачів: 71,950 |

| 9 жовтня 1965 |

| Угорщина                        | 3–2      | НДР              |
| ------------------------------- | -------- | ---------------- |
| Ракоші 41' Новак 53' Фаркаш 80' | Протокол | П. Дуке 31', 71' |

| Непштадіон, Будапешт, Угорщина Глядачів: 73,153 |

| 31 жовтня 1965 |

| НДР         | 1–0      | Австрія |
| ----------- | -------- | ------- |
| Нельднер 1' | Протокол |         |

| Центральштадіон, Лейпциг, НДР Глядачів: 86,584 |

Угорщина кваліфікувалася до участі у чемпіонаті світу.

## Група 7
| Місце | Команда | І | В | Н | П | Г+ | Г- | РГ  | О  |
| ----- | ------- | - | - | - | - | -- | -- | --- | -- |
| 1     | СРСР    | 6 | 5 | 0 | 1 | 19 | 6  | +13 | 10 |
| 2     | Уельс   | 6 | 3 | 0 | 3 | 11 | 9  | +2  | 6  |
| 3     | Греція  | 6 | 2 | 1 | 3 | 10 | 14 | −4  | 5  |
| 4     | Данія   | 6 | 1 | 1 | 4 | 7  | 18 | −11 | 3  |

| 21 жовтня 1964 |

| Данія      | 1–0      | Уельс |
| ---------- | -------- | ----- |
| Мадсен 47' | Протокол |       |

| Копенгаген, Данія |

| 29 листопада 1964 |

| Греція                               | 4–2      | Данія               |
| ------------------------------------ | -------- | ------------------- |
| Сідеріс 30', 46' Папайоанну 71', 85' | Протокол | Берг 60' Мадсен 70' |

| Афіни, Греція |

| 9 грудня 1964 |

| Греція                         | 2–0      | Уельс |
| ------------------------------ | -------- | ----- |
| Папайоанну 4' Папаеммануїл 47' | Протокол |       |

| Афіни, Греція |

| 17 березня 1965 |

| Уельс                                   | 4–1      | Греція         |
| --------------------------------------- | -------- | -------------- |
| Оллчерч 26', 74' Інгленд 51' Вернон 65' | Протокол | Папайоанну 60' |

| Кардіфф, Уельс |

| 23 травня 1965 |

| СРСР                        | 3–1      | Греція         |
| --------------------------- | -------- | -------------- |
| Казаков 14' Іванов 71', 83' | Протокол | Папайоанну 60' |

| Москва, СРСР |

| 30 травня 1965 |

| СРСР                        | 2–1      | Уельс        |
| --------------------------- | -------- | ------------ |
| Іванов 39' Вільямс 48' (аг) | Протокол | Р. Девіс 69' |

| Лужники, Москва, СРСР |

| 27 червня 1965 |

| СРСР                                                            | 6–0      | Данія |
| --------------------------------------------------------------- | -------- | ----- |
| Хусаїнов 9' Метревелі 47' Воронін 64' Баркая 69', 77' Месхі 72' | Протокол |       |

| Москва, СРСР |

| 3 жовтня 1965 |

| Греція         | 1–4      | СРСР                                     |
| -------------- | -------- | ---------------------------------------- |
| Папайоанну 27' | Протокол | Метревелі 14' Банішевський 25', 59', 82' |

| Афіни, Греція |

| 17 жовтня 1965 |

| Данія         | 1–3      | СРСР                                    |
| ------------- | -------- | --------------------------------------- |
| Троельсен 79' | Протокол | Метревелі 47' Банішевський 62' Сабо 68' |

| Копенгаген, Данія |

| 27 жовтня 1965 |

| Данія       | 1–1      | Греція      |
| ----------- | -------- | ----------- |
| Фрітсен 12' | Протокол | Сідеріс 45' |

| Копенгаген, Данія |

| 27 жовтня 1965 |

| Уельс                  | 2–1      | СРСР             |
| ---------------------- | -------- | ---------------- |
| Вернон 20' Оллчерч 77' | Протокол | Банішевський 17' |

| Кардіфф, Уельс |

| 1 грудня 1965 |

| Уельс                               | 4–2      | Данія                   |
| ----------------------------------- | -------- | ----------------------- |
| В. Девіс 2' Вернон 11', 79' Ріс 18' | Протокол | Поульсен 4' Фрітсен 48' |

| Рексем, Уельс |

СРСР кваліфікувався до участі у чемпіонаті світу.

## Група 8
| Місце | Команда   | І | В | Н | П | Г+ | Г- | РГ  | О |
| ----- | --------- | - | - | - | - | -- | -- | --- | - |
| 1     | Італія    | 6 | 4 | 1 | 1 | 17 | 3  | +14 | 9 |
| 2     | Шотландія | 6 | 3 | 1 | 2 | 8  | 8  | 0   | 7 |
| 3     | Польща    | 6 | 2 | 2 | 2 | 11 | 10 | +1  | 6 |
| 4     | Фінляндія | 6 | 1 | 0 | 5 | 5  | 20 | −15 | 2 |

| 21 жовтня 1964 |

| Шотландія                     | 3–1      | Фінляндія    |
| ----------------------------- | -------- | ------------ |
| Лоу 2' Чалмерс 38' Гібсон 42' | Протокол | Пелтонен 70' |

| Глазго, Шотландія |

| 4 листопада 1964 |

| Італія                                                                     | 6–1      | Фінляндія    |
| -------------------------------------------------------------------------- | -------- | ------------ |
| Факкетті 1' Гольмквіст 8' (аг) Рівера 16' Бульгареллі 49' Маццола 54', 83' | Протокол | Пелтонен 88' |

| Генуя, Італія |

| 18 квітня 1965 |

| Польща | 0–0      | Італія |
| ------ | -------- | ------ |
|        | Протокол |        |

| Варшава, Польща |

| 23 травня 1965 |

| Польща      | 1–1      | Шотландія |
| ----------- | -------- | --------- |
| Лєнтнер 52' | Протокол | Лоу 76'   |

| Варшава, Польща |

| 27 травня 1965 |

| Фінляндія    | 1–2      | Шотландія            |
| ------------ | -------- | -------------------- |
| Гювярінен 5' | Протокол | Вілсон 37' Грейг 50' |

| Гельсінкі, Фінляндія |

| 23 червня 1965 |

| Фінляндія | 0–2      | Італія           |
| --------- | -------- | ---------------- |
|           | Протокол | Маццола 33', 78' |

| Гельсінкі, Фінляндія |

| 26 вересня 1965 |

| Фінляндія                | 2–0      | Польща |
| ------------------------ | -------- | ------ |
| Пелтонен 1' Нуоранен 27' | Протокол |        |

| Гельсінкі, Фінляндія |

| 13 жовтня 1965 |

| Шотландія   | 1–2      | Польща             |
| ----------- | -------- | ------------------ |
| Макнілл 13' | Протокол | Поль 85' Садек 86' |

| Глазго, Шотландія |

| 24 жовтня 1965 |

| Польща                                                | 7–0      | Фінляндія |
| ----------------------------------------------------- | -------- | --------- |
| Любанський 19', 21', 24', 41' Поль 29' Садек 35', 79' | Протокол |           |

| Щецин, Польща |

| 1 листопада 1965 |

| Італія                                               | 6–1      | Польща         |
| ---------------------------------------------------- | -------- | -------------- |
| Маццола 5' Барізон 25', 65', 87' Рівера 71' Мора 79' | Протокол | Любанський 84' |

| Рим, Італія |

| 9 листопада 1965 |

| Шотландія | 1–0      | Італія |
| --------- | -------- | ------ |
| Грейг 88' | Протокол |        |

| Глазго, Шотландія |

| 7 грудня 1965 |

| Італія                             | 3–0      | Шотландія |
| ---------------------------------- | -------- | --------- |
| Паскутті 38' Факкетті 73' Мора 89' | Протокол |           |

| Неаполь, Італія |

Італія кваліфікувалася до участі у чемпіонаті світу.

## Група 9
| Місце | Команда  | І       | В       | Н       | П       | Г+      | Г-      | РГ      | О       |
| ----- | -------- | ------- | ------- | ------- | ------- | ------- | ------- | ------- | ------- |
| 1=    | Іспанія  | 2       | 1       | 0       | 1       | 4       | 2       | +2      | 2       |
| 1=    | Ірландія | 2       | 1       | 0       | 1       | 2       | 4       | −2      | 2       |
| —     | Сирія    | знялася | знялася | знялася | знялася | знялася | знялася | знялася | знялася |

| 5 травня 1965 |

| Ірландія        | 1–0      | Іспанія |
| --------------- | -------- | ------- |
| Ірібар 61' (аг) | Протокол |         |

| Далімаунт Парк, Дублін, Ірландія Глядачів: 40,772 |

| 27 жовтня 1965 |

| Іспанія                          | 4–1      | Ірландія    |
| -------------------------------- | -------- | ----------- |
| Переда 40', 43', 58' Лапетра 63' | Протокол | Маківой 26' |

| Рамон Санчес Пісхуан, Севілья, Іспанія Глядачів: 29,452 |

Збірна Сирії, яка після заявки на участь у відборі на чемпіонат світу була включена до кваліфікаційного турніру УЄФА, згодом відмовилася від участі, приєднавшись до бойкоту турніру з боку представників Африки, які протестували проти на їх думку несправедливих регіональних квот на світовій першості.
Збірні Ірландії та Іспанії, які залишилися удвох у групі, обмінялися перемогами на власних полях, тож для визначення учасника фінальної частини чемпіонату світу було призначено додаткову гру на нейтральному полі. Її передбачалося провести в Лондоні, утім згодом за домовленістю команд було перенесено до Парижа.
| 10 листопада 1965 |

| Іспанія    | 1–0      | Ірландія |
| ---------- | -------- | -------- |
| Уфарте 80' | Протокол |          |

| Ів дю Мануар, Париж, Франція Глядачів: 35,731 |

Іспанія кваліфікувалася до участі у чемпіонаті світу.

## Бомбардири
7 голів
- Еусебіу

6 голів
- Міміс Папайоанну

5 голів
- Поль ван Гімст
- Георгі Аспарухов
- Сандро Маццола
- Джоббі Кроссан
- Влодзімеж Любанський
- Банішевський Анатолій Андрійович

4 голи
- Нікола Котков
- Франтішек Кнеборт
- Рой Вернон
- Мілан Галич

3 голи
| - Джонні Тіо - Карол Йокл - Югані Пелтонен - Нестор Комбен - Філіпп Гонде | - Йоргос Сідеріс - Паоло Барізон - Луї Піло - Єржі Садек - Іванов Валентин Козьмич | - Метревелі Слава Калістратович - Хесус Марія Переда - Якоб Кун - Айвор Оллчерч - Рудольф Брунненмаєр |

2 голи
| - Іван Мраз - Оле Фрітсен - Оле Мадсен - Петер Дуке - Юрген Нельднер - Янош Фаркаш - Мате Феньвеші - Джачінто Факкетті - Бруно Мора - Джанні Рівера | - Генні ван Не - Джордж Бест - Гаралд Берг - Еріг Йогансен - Ернест Поль - Ніколае Джорджеску - Віорел Матеяну - Джон Грейг - Деніс Лоу - Баркая Володимир Олександрович | - Ларс Гранстрем - Бу Ларссон - Агне Сімонссон - Турбйорн Юнссон - Рене-П'єр Квентен - Февзі Земзем - Вернер Кремер - Вольфганг Оверат - Клаус-Дітер Зілофф - Драган Джаїч |

1 гол
| - Меджит Гаджю - Роберт Яшарі - Еріх Гоф - Жеф Журіон - Вілфрід Пуї - Жак Стокман - Стоян Кітов - Іван Колев - Александер Горват - Душан Кабат - Андрей Квашняк - Могенс Берг - Кай Поульсен - Томмі Троельсен - Ебергард Фогель - Мартті Гювярінен - Семі Нуоранен - Марсель Артелеса - Андре Гі - Анжель Рамбер - Андреас Папаеммануїл - Ференц Бене - Кальман Месей - Деже Новак - Дьюла Ракоші - Енді Маківой - Рахамім Талбі | - Джакомо Бульгареллі - Едзіо Паскутті - Ернест Бреннер - Еді Дублін - Аді Шміт - Франс Гьортсен - Тео Лазеромс - Бенні Мюллер - Дан Шрейверс - Віллі Ірвін - Террі Ніл - Пер Крістофферсен - Улав Нільсен - Арне Педерсен - Фінн Земанн - Кай Сьєберг - Уле Ставрум - Роман Лєнтнер - Маріу Колуна - Жаймі Граса - Сорін Аврам - Александру Бадя - Дан Кое - Кароль Крейнічану - Йон Пиркелаб - Стіві Чалмерс - Дейв Гібсон | - Біллі Макнілл - Дейві Вілсон - Казаков Борис Олександрович - Хусаїнов Галімзян Саліхович - Месхі Михайло Шалвович - Сабо Йожеф Йожефович - Воронін Валерій Іванович - Карлос Лапетра - Хосе Уфарте - Курт Хамрін - Уве Чіндваль - Антон Аллеманн - Роберт Госп - Айхан Елмасташоглу - Недім Доган - Рон Девіс - Він Девіс - Майк Інгленд - Ронні Ріс - Альфред Гайс - Уве Зеелер - Гайнц Штрель - Горст Шиманяк - Дражан Єркович - Владимир Ковачевич - Джемалудин Мушович - Велибор Васович |

1 автогол
- Іван Вуцов (у грі проти Бельгії)
- Костас Панайоту (у грі проти ФРН)
- Стіг Гольмквіст (у грі проти Італії)
- Хосе Анхель Ірібар (у грі проти Ірландії)
- Грем Вільямс (у грі проти СРСР)